# Dunc Munro
Duncan Brown Munro (19. ledna 1901 – 3. ledna 1958) byl kanadský reprezentační hokejový obránce.
S reprezentací Kanady získal jen jednu zlatou olympijskou medaili (1924).

## Úspěchy
- ZOH – 1924

## Hráčská kariéra
- 1924/25 – Montreal Maroons
- 1925/26 – Montreal Maroons
- 1926/27 – Montreal Maroons
- 1927/28 – Montreal Maroons
- 1928/29 – Montreal Maroons
- 1929/30 – Montreal Maroons
- 1930/31 – Montreal Maroons
- 1931/32 – Montreal Maroons